# 전계대원군
전계대원군(全溪大院君, 1785년 4월 29일(음력 3월 21일) ~ 1841년 12월 14일(음력 11월 2일))은 조선 후기의 왕족이자 농민이며, 철종의 생부이다. 장조의 서자인 은언군의 서자였다. 이복 형 상계군 담과 아버지 은언군 인에게 연루되어 강화도로 추방되어 빈농으로 생애를 마쳤으며, 한때 노비로 전락하기도 했다. 1820년과 1822년, 1826년 일시 석방되고 1830년 석방되어 도성에서 살 수 있었다. 은언군의 서자라 평생 품계와 작위가 내려지지 않았다.
철종 즉위 후 순원왕후의 명으로 은언군, 상계군 관련 일성록, 승정원일기, 조선왕조실록 등을 대량으로 세초, 인멸해버렸기 때문에 그의 젊은 시절의 행적에 대해서는 알려져 있지 않다. 홍국영이 상계군을 세자로 삼으려던 일로 이복 형 상계군이 역적으로 몰리면서 연좌되어 강화도로 가게 되었다. 천극죄인 신분으로 거주지에 가시울타리가 쳐지고 계속 감시당했으며, 이후 강화도에서 빈농으로 생활하였다. 이복 형 이성득이 고문치사한 일을 계기로 순조는 1822년 은언군의 자녀들을 일시적으로 석방하였고, 이때 성인식인 관례를 올렸다. 그러나 다시 강화도로 끌려갔고 1826년 노비 신분으로 격하되어 충청도 온양에 정속되었다가 그해 임시 석방되었다. 1830년 최종 석방되면서 한성부로 와서 생활하다 이유를 알 수 없는 병에 걸려 사망하였다.
소실 중 한명인 염씨에게서 얻은 셋째 서자 원범이 1849년 순조의 양자 자격으로 왕위에 오르면서 군호를 의망하여 전계군(全溪君)의 작호가 내려졌다가, 다시 대원군으로 추봉되어 전계대원군이 되었다. 경기도 강화군 출신으로 본관은 전주, 휘는 이광(李㼅), 자는 창강(昌康), 초명은 이쾌득(李快得), 이해동(李海東)이다. 강화군 출신.

## 생애

### 출생과 가계
1785년(정조 9) 4월 29일(음력 3월 21일) 은언군의 9남 1녀 중 6남이자 서자(庶子)로 탄생하였다. 원래 이름은 쾌득(快得)이었고, 뒤에 풀려난 뒤에 해동(海東)으로 고쳤으며, 뒤에 창강으로 이름을 고쳤다가 다시 광으로 개명하였다. 적모에게서 태어난 적자인 이복 형 상계군 담, 풍계군 당, 그밖에 이복 서형들인 이성득, 이철득 등 아버지의 또다른 서자들이 있었다. 사도세자의 서손자이며, 정조의 서조카이고, 순조의 서 사촌형이며, 철종의 사친이다.
아버지는 사도세자의 서장남 은언군(恩彦君)이며, 어머니는 그의 소실인 전주인(全州人) 이덕희(李德喜)의 딸로 전산군부인 이씨(全山郡夫人 李氏)이다. 그의 위로 동복 친형이 한명 있었지만, 일찍 요절했다. 아버지 은언군, 삼촌 은신군이 소년시절 상인들에게 진 부채가 증조부 영조에게 알려져 1771년(영조 47) 직산에 유배되고, 다시 제주도 대정현에 안치되었다가 1774년에 은신군이 죽으면서 풀려났다. 전산군부인 이씨의 존재는 1970년대 이후에 알려지게 되었고, 일부 역사서는 그를 상산군부인 송씨의 자녀인 것으로 오해하였다. 또한 그의 묘비문이 국사편찬위원회 등에 의해 판독된 것도 1970년대 무렵이었다.
훗날 김문근이 쓴 그의 어머니 전산군부인 이씨의 묘지명을 통해 전산군부인은 그가 태어나기 전에 아들 하나를 낳았지만 일찍 사망했고, 그가 전산군부인 이씨에게는 둘째 아들인 것이 확인되었다. 이복 형제들 중 풍계군으로 추정되었던 이철득이 풍계군과 생년이 달라 다른 인물인데, 이철득이 전산군부인 이씨의 일찍 죽은 첫 아들인지 여부는 확인되지 않았다
이광은 왕족이었으나 아버지 은언군이 상계군 사건과 송씨, 신씨 사건 그리고 계속된 탄핵으로 유배당한데다가, 이광은 다시 은언군의 서자였으므로 작위가 내려지지 않았다. 1797년 아버지 은언군이 울화병이 치밀어 형 혹은 이복형인 이철득과 함께 강화도를 탈출하려다가 교동도가 보이는 해변에서 체포되었다. 강화도 내에서 다시 아버지 은언군이 체포된 그 곳으로 일가족이 모두 옮겨졌다.
그는 키가 작고, 체구가 작았다 한다. 1812년(순조 12) 2월 4일 비변사에서 올린 보고서에 의하면 '키가 4척(약 1m 33cm 전후) 쯤이고 얼굴이 철색이고 작고 수척하고 구레나룻이 다소 길었다'고 한다.

### 강화도 살이
유소년 시절과 혹은 서당을 다녔는가, 독선생을 초빙했는가 여부는 알려져 있지 않다. 철종 즉위 후 순원왕후의 명으로 은언군, 상계군 관련 일성록, 승정원일기, 조선왕조실록 등을 대량으로 세초, 인멸하여 그의 초기 행적에 대한 내용은 알 길이 없다. 1805년 8월 27일 강화도에 이철득, 이성득, 이쾌득이 감금당한 집에 불이 나 강화부유수 오재소(吳載紹)가 조정에 장계를 올려 보고하였다.
본부인은 전주인(全州人) 학생 증 의정부영의정(領議政) 최수창(崔秀昌)의 딸로 완양부대부인 최씨(完陽府大夫人 崔氏)이고, 첩으로 용담인(龍潭人) 학생 증 의정부영의정(領議政) 염성화(廉成化)의 딸로 용성부대부인 염씨(龍城府大夫人 廉氏)가 있었다. 용성부대부인은 완양부대부인이 살아있을 때 들인 상태이다. 또한 그에게는 첩실인 이씨(李氏)가 있었다.
한편, 이복 백형(伯兄) 상계군 이담(常溪君 李湛)은 1786년에 홍국영 등의 추대를 받았다는 이유로 음독사했으며, 적모 상산군부인 송씨(宋氏)와 형수 신씨(申氏: 상계군 담의 처)는 1801년(순조 1)에 천주교신자인 것이 당국에 적발되어 사사되면서, 아버지 은언군도 사사되었다. 이와같이 그는 부모와 적형·적형수의 죄로 연좌되어 강화부 교동으로 쫓겨나 불우한 일생을 빈농으로 생활하였다. 아버지 은언군 사사 후에는 천극죄를 받고, 강화도 내 그의 거주지에 가시울타리가 쳐지게 되었다. 이후 그는 강화도 내 위리안치된 집과 움막 등에 거주하며 남의 집 머슴살이에서 일일 잡역부 등으로 생계를 유지해나갔다.
1812년(순조 12) 8월 사옹원봉사 박종일(朴鍾一)과 한광우(韓光友), 이진채(李振采) 등의 모역사건이 적발되자, 은언군의 아들들 중 한명을 추대하려 했다 하여 양사로부터 탄핵을 받았지만 순조가 사건을 무마시켜 이당, 이성득, 이철득 등 다른 이복형제들과 함께 사형 위기를 모면하였다.
그뒤 강화도 내로의 이주가 허용되어 이광은 강화군 강화읍내로 이주하였다. 이주한 철종의 가족은 강화도에 살았는데, 철종의 잠저는 현재의 강화군 강화읍 관청리 441번지에 있다. 원래는 초가였으나, 철종 4년(1853)에 강화 유수 정기세가 현재와 같은 기와집을 세우고 용흥궁이라 하였다. 이광의 가족은 부임해오는 강화부 유수의 감시 및 주민들의 멸시를 당하기도 했다. 철종실록의 철종 행장에 의하면 그가 강화도에 있을 당시, 한번은 그가 살던 동리에 완악하고 패려한 자가 술에 취해 그의 집 문밖에서 소란을 부리며 오만한 말과 모욕을 가했지만, 후일 아들 철종이 왕위에 오른 후에도 그를 문제삼지 않았다고 한다. 또한 강화부 유수로 부임한 어떤 유수가 방어 및 지킴(방수)를 목적으로 그의 일가를 감시하는 것이 너무 가혹하므로 집사람들이 이를 고통스럽게 여겼지만, 왕위에 오른 아들 철종은 그 유수를 오히려 승정원승지에 임명하였다한다.
1817년(순조 17) 3월 홍경래와 기맥이 닿던 채수영이 은언군 인의 아들 중 한 명(이철득)을 추대하기로 하고 채수영의 난을 일으켰다. 그는 이때에도 죽을 고비를 넘겼다.
1820년(순조 20) 순조는 은언군의 생존한 아들들을 모두 석방시켜주었다. 이때 그는 한성으로 갔지만 어떤 이유인지 알 수 없는 이유로 다시 강화도로 되돌려 보내졌다. 철종 즉위 이후, 철종 때와 고종 때 은언군과 은언군 일가, 상계군 일가 등에 관련된 자료는 대부분 세초, 각자, 먹칠, 인멸해버려 전계대원군의 생애에 대한 자세한 상황은 확인하기 힘들다. 곧 강화도로 보내졌지만 그는 1822년(순조 22) 2월 다시 석방되었다.
전계대원군의 묘비문과 신도비문에 의하면 1822년 2월의 어느 시점에 순조는 임오년을 다시 맞이했다는 이유로 그를 풀어주었는데, 그해 음력 윤 3월 그는 그때에 비로소 그는 성인식인 관례를 올렸다 한다. 이후 이름을 개명한 것으로 추정되지만, 그가 이름을 쾌득에서 해동으로 바꾼 시점, 해동에서 다시 창강으로 바꾼 시점, 창강에서 광으로 이름을 바꾼 시점은 알려져있지 않다.

### 생애 후반
그러나 그는 알 수 없는 이유로 다시 수감되고 노비가 되었다. 1826년(순조 26) 그는 갑자기 노비가 되어 충청남도 온양으로 옮겨졌다. 1826년 5월 2일 형조의 건의로 죄수들을 석방할 때 그도 석방되었다.
1830년(순조 30) 순조의 특명으로 은언군의 자손들을 강화도에서 일시 방면, 도성에서 거주했고 서자 철종은 1831년 한성 경행방 향교동 사제에서 출생할 수 있었다. 왕족으로서의 예우와 작호, 관직 등은 받지 못했으나 만년에는 첩도 두는 등 어느정도 여유있는 생활을 하게 되었다. 1836년 한때 경기도 여주로 내려가서 생활하였으나, 어느 시점에 다시 한성부 경행방 사저로 되돌아왔다. 1841년(헌종 7) 12월 14일(음력 11월 2일) 한성부 경행방 향교동 사저에서 원인 모를 병에 걸려 향년 57세로 사망하였다.
1844년(헌종 10) 8월 몰락한 노론가문 출신인 민진용(閔晉鏞)이 중인 이원덕(李遠德), 이종락(李鍾樂) 등과 모의, 이광의 장남 이원경(李元慶)을 왕위에 추대하려는 모반을 꾀하다 사전에 발각되어 능지처참당하는 일이 벌어졌다. 생전에 그와 가깝게 지냈던 이원덕과 이원덕의 또 다른 지인으로 노론 정승 민응수(閔應洙)의 4대 손이지만 몰락한 민진용 등은 불만 세력을 규합했고, 그의 아들 원경을 택군 대상으로 내정해두었다. 이해 원경(元慶)도 역시 사사되고 그의 남은 가솔들은 다시 강화도로 유배되었다. 죽은 지 8년 만에 첩이었던 염씨에게서 얻은 아들 원범이, 순원왕후에 의해 순조의 양자로 지명되어 왕으로 즉위 하게 된다.

### 사후
가까운 왕족이 사망했을 때 하사되는 예장 등에 대한 기록은 나타나지 않고 있다.
시신은 경기도 양주군 신혈면 진관리(현 서울특별시 은평구 진관동) 은언군의 묘 아래인 해좌원에 예장하였다가 다시 강화군으로 이장되었으며, 선원보략에 의하면 이후 또다시 여주(廳州)로 이장되었다고 한다. 후에 다시 1856년(철종 7년) 3월 26일 경기도 포천군 주내면 선단리(현, 포천시 선단동) 산11-13번지 해룡산 임좌에 이장하였다. 이때 본부인 완양부대부인의 묘소도 이장하여 합장하였고, 새로 이장된 묘소 동쪽 100m 지점에는 장남 이원경의 묘소도 이장되어 왔다. 현재 묘역과 신도비는 1986년 4월 이후 포천시 향토유적 제1호로 지정보호되고 있다.
1849년 헌종이 후사없이 승하하자, 그의 셋째 아들 원범이 대왕대비 순원왕후 김씨에 의해 낙점되어 순조의 양자 자격으로 철종으로 등극하였다. 이때 그는 작위가 없어서 1849년 6월 17일 먼저 의정부좌의정 김도희(金道喜) 등의 건의로 상계군, 풍계군의 계자 돌림을 고려하고, 충청남도 전의의 지역명에서 따서 전계군(全溪君)에 피봉되었다가, 축호와 사식을 송나라 복황(濮皇)과 수왕(秀王) 및 본조 덕흥대원군(德興大院君), 정원대원군(定遠大院君)의 전례에 따라 다시 전계대원군(全溪大院君)으로 추봉하고, 묘(墓)도 다시 정비하고, 묘 앞에 신도비를 세우게 하고, 가묘(家廟, 전계궁)를 중건하여 신주는 불천지위로 정하고 영평군과 그 후손으로 봉사하게 하였다. 한편 숙종 때의 왕족 중에도 같은 작호인 전계군(全溪君)의 작위를 받은 이박(李溥)이라는 왕족이 있었다.
처음 그의 장인과 처조, 처증조부를 증 영의정, 증 의정부 좌찬성, 증 판서로 각각 추증하는 일을 놓고도 이름있던 가문인 그의 본처 전주최씨의 친정만 증직하자는 논의가 나왔다가, 생가도 추증해야 한다는 반론이 나와 첩 용성염씨의 친정 3대도 증직이 내려졌다.
생모 전산군부인의 존재는 한동안 알려지지 않았다. 한때 그가 은언군의 정실 부인 상산군부인 송마리아 소생인 것으로 알려졌으나 대한민국 정부 수립 이후 경기도 김포군 통진면 마송리에서 전산군부인 이씨의 묘소와 김문근의 글씨와 필체로 쓴 전산군부인 묘비 비석이 발견되면서 그가 전산군부인의 아들인 사실이 알려졌다. 1980년대까지도 각종 역사서, 소설, 드라마 등에는 그가 송씨 부인의 셋째 아들인 것으로 묘사되었다. 또한 1970년대 이후 조선왕조실록 등 역사서를 판독, 한글로 번역하는 과정에서 그가 생전에 작위를 얻지 못하고 철종이 조선 국왕으로 즉위한 뒤에야 작호를 얻은 사실도 확인되었다.

## 묘소
묘소는 포천시 선단동에 있으며, 본부인인 완양부대부인 전주최씨와 합장하였고, 묘소 옆에는 부실이자 철종의 생모인 용성부대부인의 묘소, 회평군 묘, 영평군 묘가 인근에 소재해 있다. 1986년 4월 9일 포천시의 향토유적 제1호 《전계대원군 묘 및 신도비》로 지정되었다.
2020년 이후 그의 묘소 인근에 흩어져 있던 전계궁가 자손들의 묘소와 다른 지역에 있던 다른 자손들의 묘소를 이장, 화장하여 영평군 경응의 묘소가 있던 자리 근처에 원형 납골묘 형태로 안치하였다. 납골묘역 중심으로 중간 부분에 상석이 있고, 납골묘역군 앞면에 무명의 토장묘 2기가 더 있다. 묘비군은 각각 전계대원군 사당 옆의 정원으로 옮겨졌다.

## 가족 관계
- 조부 : 사도세자
- 부 : 은언군(恩彦君, 1754년 5월 29일 ~ 1801년 6월 13일)
- 적모 : 상산군부인 송씨(常山郡夫人 宋氏, , 1753년 10월 15일 - 1801년 3월 17일), 진천인(鎭川人) 참봉 송낙휴(宋樂休)의 딸.
  - 이복 형 : 상계군 담(常溪君 湛, 1769년 1월 21일 ~ 1786년 11월 20일)
  - 이복 형 : 이창순(李昌順)
  - 이복 형 : 이창덕(李昌德)
  - 이복 형 : 풍계군 당(豐溪君 瑭, 1783년 2월 1일 - 1826년 5월 8일), 숙부(淑父) 은전군 이찬(恩全君 李禶, 1759년 - 1778년)에게 출계.
  - 이복 여동생 혹은 이복 누나 : 이씨(1796년 8월 4일 ~1872년 4월 4일), 참봉(參奉) 한각신(韓覺新)에게 출가.
  - 이복 외조카 : 한응국
  - 이복 외계조카 : 한응필
- 서모 : 이름 미상(? - 1821년 12월 16일[9])
  - 이복 서형 : 이성득(李成得, 1775년 ~ 1817년 11월 27일[10])
  - 이복 서형 또는 친 형 : 이철득(李鐵得, 1780년 ~ ?, 1801년 5월, 초 아버지 은언군과 함께 강화도를 탈출, 도주하려다 실패했다.)
- 생모 : 전산군부인 이씨(全山郡夫人 李氏, 1764년 12월 19일 - 1819년 6월 4일), 전주인(全州人) 이덕희(李德喜)의 딸.
  - 친 형 : 어려서 요절
- 정실 : 완양부대부인 최씨(完陽府大夫人 崔氏, 1804년 2월 19일 - 1840년 2월 19일), 학생 증 의정부영의정 최수창의 딸, 좌참찬 유경의 후손.
  - 장남(적자) : 회평군 명(懷平君 明, 다른 이름은 원경(元慶), 1827년 9월 11일 - 1844년 9월 6일)
- 측실 : 용성부대부인 염씨(龍城府大夫人 廉氏, 1793년 7월 20일 - 1834년, 아들 원범이 철종이 되면서 부대부인으로 추증되었다.), 영의정에 추증된 염성화(成化)의 딸. 다른 칭호는 영원부대부인(鈴元府大夫人)
  - 서자 : 덕완군 변(德完君 昪, 1831년 7월 25일 ~ 1864년 1월 16일) - 철종(哲宗)
- 측실 : 이씨(李氏)
  - 2남(서자) : 영평군 경응(永平君 景應, 1828년 7월 20일 ~ 1902년 2월 1일/1901년 음력 12월 23일)
  - 서며느리 : 정경부인 평산신씨(1832년 7월 22일 - 1857년 5월 8일), 신재준(申在準)의 딸
  - 서며느리 : 정경부인 청도김씨(貞敬夫人 淸道金氏, 1839년 3월 23일 - 1921년), 김재협(金在協)의 딸
    - 서손녀 : 숙부인 이씨(淑夫人 李氏), 창원인 군수(郡守) 황연수(黃演秀)에게 출가.
    - 양 손자 : 청안군 이재순(淸安君 李載純, 1851년 - 1904년), 선조의 9남 경창군(慶昌君)의 9대손 이휘응(李徽應)의 아들.

## 같이 보기
| - 철종 - 익종 - 순조 - 강화도 - 은언군 - 영평군 - 회평군 - 상계군 - 풍계군 | - 민진용 - 송낙휴 - 은신군 - 은전군 |

## 기타
조선말의 성리학자 화서 이항로(李恒老)의 본명은 이광로(李光老)였다. 그러나 최익현에 의하면, 철종의 생부 전계대원군의 휘(諱) 광(㼅)자와, 이항로의 본명인 광로(光老)의 광자가 음이 서로 같다는 이유로, 이름을 광로에서 항로로 고쳐야 했다.